# Taboleiro Grande
Taboleiro Grande là một đô thị thuộc bang Rio Grande do Norte, Brasil. Đô thị này có diện tích 124,094 km², dân số năm 2007 là 1998 người, mật độ 16,1 người/km².